# Arctogeophilus macrocephalus
Arctogeophilus macrocephalus är en mångfotingart som beskrevs av Folkmanova och Dobroruka 1960. Arctogeophilus macrocephalus ingår i släktet Arctogeophilus och familjen storjordkrypare. Inga underarter finns listade i Catalogue of Life.